# Софрон
Софрон (дав.-гр. Σώφρων, лат. Sophron; бл. 470 — бл. 400 до н. е.) — давньогрецький драматург, міміограф, який мешкав у Сиракузах.

## Біографія
Софрон прославився в мімі, античному літературному жанрі, що являв собою коротку замальовку з повсякденного життя. Його міми були написані ритмізованою прозою на дорійському діалекті. Тематично вони поділялися на «жіночі» та «чоловічі», у залежності від того, хто були головні діючі особи, як роздільно існували й обидві статі в грецькому світі. Найхарактерніші заголовки «жіночих» мімів: Лікарки (Akestriai), Жінки, котрі говорять, що дістануть з неба місяць (Tai gynaikes hai tan theon phanti ekselan), Жінки, що спостерігають Істмійські ігри (Tai thamenai Isthmia); а «чоловічих» — Рибалка і селянин (Holieus ton agroiotan), Ловець тунця (Thynnotheras).
Від його творчості дійшли лише невеликі фрагменти у пізніших авторів. З кожної групи нам відомо по п'ять назв і до того ж 174 фрагментів, здебільшого перефразованих. Лише в 1933 у Єгипті був знайдений досить великий папірусний фрагмент з двома уривками, що дає більш комплексне уявлення про Софрона. Хоча Софрон писав прозою, швидше за усе вона була ритмізована, а пізніші літературні міми складалися вже у віршах.
Софрона читали в Афінах, нам відомо, що його високо цінував Платон, який, за переказом, не розлучався зі збіркою Софрона і користувався його мімами як зразком для ранніх сократичних діалогів. Деяке уявлення про характер творчості Софрона можна одержати з пізніших наслідувань і переробок: відомо, що від нього походять 2-а і 15-а ідилії Теокріта і 4-й мім Герода. Драматичний мім, що набув надзвичайної популярності у Стародавній Римі і практично витиснув зі сцени всі інші жанри, був ще одним нащадком ранніх драматичних сценок доричної Греції й особливо, так званого, фліака — комедій Сицилії і південної Італії.